# Tibiocillaria siccifolia
Tibiocillaria siccifolia är en fjärilsart som beskrevs av Moore 1881. Tibiocillaria siccifolia ingår i släktet Tibiocillaria och familjen nattflyn. Inga underarter finns listade i Catalogue of Life.